# Alexei Almoukov
Alexei Almoukov, né le 22 mars 1990, est un biathlète australien.

## Carrière
Il est né en Russie, mais démenage en Australie à l'âge de sept ans.
Entraîné par son père Nick, Alexei Almoukov fait ses débuts en compétition dans le ski de fond, participant à la Coupe Aus/NZ à partir de 2004. Il essaie le biathlon à l'âge de dix-huit ans, puis y prend part au niveau international à partir de 2008-2009, où il court ses premières manches de Coupe du monde et les Championnats du monde. Aux Jeux olympiques d'hiver de 2010, il est 87e du sprint et 78e de l'individuel.
En 2013, il marque ses premiers et uniques points en Coupe du monde à Sotchi, avec une 33e place à l'individuel. Un an plus tard, il participe aux Jeux olympiques, où il est 72e du sprint et 44e de l'individuel.
En 2013, il remporte la première médaille australienne dans les Universiades d'hiver en prenant le bronze sur la poursuite.
Il met fin à sa carrière sportive en 2015.

## Palmarès

### Jeux olympiques
| Épreuve / Édition              | Individuel | Sprint | Poursuite | Départ en masse | Relais | Relais mixte                     |
| Jeux olympiques 2010 Vancouver | 78e        | 87e    | —         | —               | —      | Épreuve inexistante à cette date |
| Jeux olympiques 2014 Sotchi    | 44e        | 72e    | -         | —               | —      | —                                |

### Championnats du monde
| Épreuve / Édition                  | Individuel | Sprint | Poursuite | Départ en masse | Relais | Relais mixte |
| Mondiaux 2009 Pyeongchang          | 95e        | 110e   | —         | —               | —      | —            |
| Mondiaux 2011 Khanty-Mansiïsk      | 60e        | 72e    | —         | —               | —      | —            |
| Mondiaux 2012 Ruhpolding           | 82e        | 87e    | —         | —               | —      | —            |
| Mondiaux 2013 Nové Město na Moravě | 83e        | 93e    | —         | —               | —      | —            |
| Mondiaux 2015 Kontiolahti          | 43e        | 92e    | —         | —               | —      | —            |

### Coupe du monde
- Meilleur classement général : 93e en 2013.
- Meilleur résultat individuel : 33e.

#### Différents classements en coupe du monde
| Année     | Classement général final | Sprint | Poursuite | Individuel | Mass start |
| 2012-2013 | 93e                      | -      | -         | 62e        | -          |

### Universiades
- Médaille de bronze à la poursuite en 2013.